# Remington 1100
La Remington 1100 es una escopeta semiautomática accionada por gas popular entre los deportistas. Fue la primera escopeta semiautomática en ofrecer mejoras significativas en el retroceso, el peso y fiabilidad.

## Historia
Diseñada por Wayne Leek y R Kelley, la Remington 1100 fue introducida en 1963 como  la sucesora de las escopetas accionadas por gas Remington 58 y Remington 878. Las Modelo 58 habían suplantado a la Remington 11-48 accionada por retroceso, que conservaba la acción de retroceso largo diseñada por John Moses Browning, presente en la Remington Modelo 11 y la Browning Auto-5. Todos los modelos de la 1100 son accionados por gas con un mecanismo que reduce notablemente el retroceso. Diversas variaciones de la 1100, en calibres 12, 20, 28 y .410 están en producción desde 2014. La Remington 1100 surgió en la era de escopetas semiautomáticas accionadas por gas fiables y exitosas, siendo la escopeta semiautomática más vendida en la historia de los Estados Unidos, con más de cuatro millones producidas. La Remington 1100 posee el récord de la mayor cantidad de cartuchos disparados por una escopeta semiautomática, sin mal funcionamiento, limpieza o piezas rotas, con un récord de más de 24.000 cartuchos. El récord fue establecido en 1978 con una Remington 1100 LT-20. Este récord se ha intentado romper con otros modelos de escopetas semiautomáticas, pero aún no se ha logrado. En 2011 Remington introdujo la M1100 Competition Synthetic. En 2013 fue introducida una versión altamente decorada por el 50 aniversario.

## Diseño
La Remington 1100 toma los gases para accionar su mecanismo a través de agujeros perforados en el cañón, cerca del extremo posterior del guardamano. Entonces los gases empujan una funda de acero que rodea al depósito tubular y está conectada con el portacerrojo, eyectando el cartucho vacío. Un cartucho nuevo es liberado del depósito, que activa el retén del portacerrojo y el resorte dentro de la culata empuja hacia adelante al cerrojo, recogiendo el cartucho nuevo e introduciéndolo en la recámara. Con modificaciones al conjunto del gatillo para regular la alimentación y el disparo, el diseño es básicamente una Remington 870 accionada por gas. El equipo de diseñadores pasó cientos de horas en prueba de disparo y obteniendo impresiones sobre la escopeta de parte de tiradores antes que ésta entre en producción. El hecho que los cartuchos con cuerpo de plástico habían entrado en escena, e incluso los viejos cartuchos de cartón tenían coberturas mejoradas, siendo municiones mucho más fiables, sin lugar a dudas ayudaron a que la Remington 1100 sea una verdadera innovación en lo que a escopetas semiautomáticas accionadas por gas respecta. La escopeta se compensaba automáticamente, ya que los modelos estándar podían disparar cualquier cartucho de 2¾ pulgadas sin ajuste previo, mientras que las versiones Magnum podían disparar tanto cartuchos de 2¾ pulgadas como cartuchos Magnum de 3 pulgadas. El retén del portacerrojo de la Remington 1100 está situado en la parte inferior del cajón de mecanismos, al contrario de otras escopetas semiautomáticas como la Mossberg 930 o la FN SLP, cuyos retenes están situados lateralmente.

## Empleo
La Remington 1100 fue un éxito inmediato al momento de su introducción. Rápidamente fue conocida como "la escopeta" en los polígonos de tiro skeet antes que la escopeta de dos cañones superpuestos sea predominante. Fue empleada por cazadores que iban tras cualquier pieza que pudiese abatirse con una escopeta, con los modelos para cartuchos Magnum de 3 pulgadas siendo populares para la cacería de aves acuáticas.
Es una escopeta popular empleada en tiro al plato y tiro skeet, estando disponibles versiones especiales con bandas de ventilación altas y culatas tipo Monte Carlo. En 2012 se introdujo el modelo Competition Synthetic con culata ajustable de fibra de carbono, que ha tenido una recepción bastante favorable. Al igual que otras escopetas semiautomáticas, se puede emplear un atrapador de cartuchos para evitar que los cartuchos vacíos golpeen a otras personas cuando se practica tiro al plato. Las versiones modificadas de la Remington 1100 también son populares en el tiro táctico con tres armas.  

### Año de introducción de modelos
- Calibre 12 (1963)
- Calibre 16 (1964)
- Calibre 20 (1964)
- Calibre .410 (1969)
- Matched Pair, en calibre .410 y calibre 28 (1970)
- Lightweight—LW calibre 20 (1970)
- Lightweight—LT calibre 20 (1977)

A través de los años se produjeron numerosas ediciones limitadas y modelos conmemorativos, tales como las escopetas Ducks Unlimited.
La Nighthawk Custom ofrece una versión modificada de la Remington 1100 para empleo policial, defensa del hogar y competencias de tiro.

## Usuarios
- Australia[6]
- Benín[6]

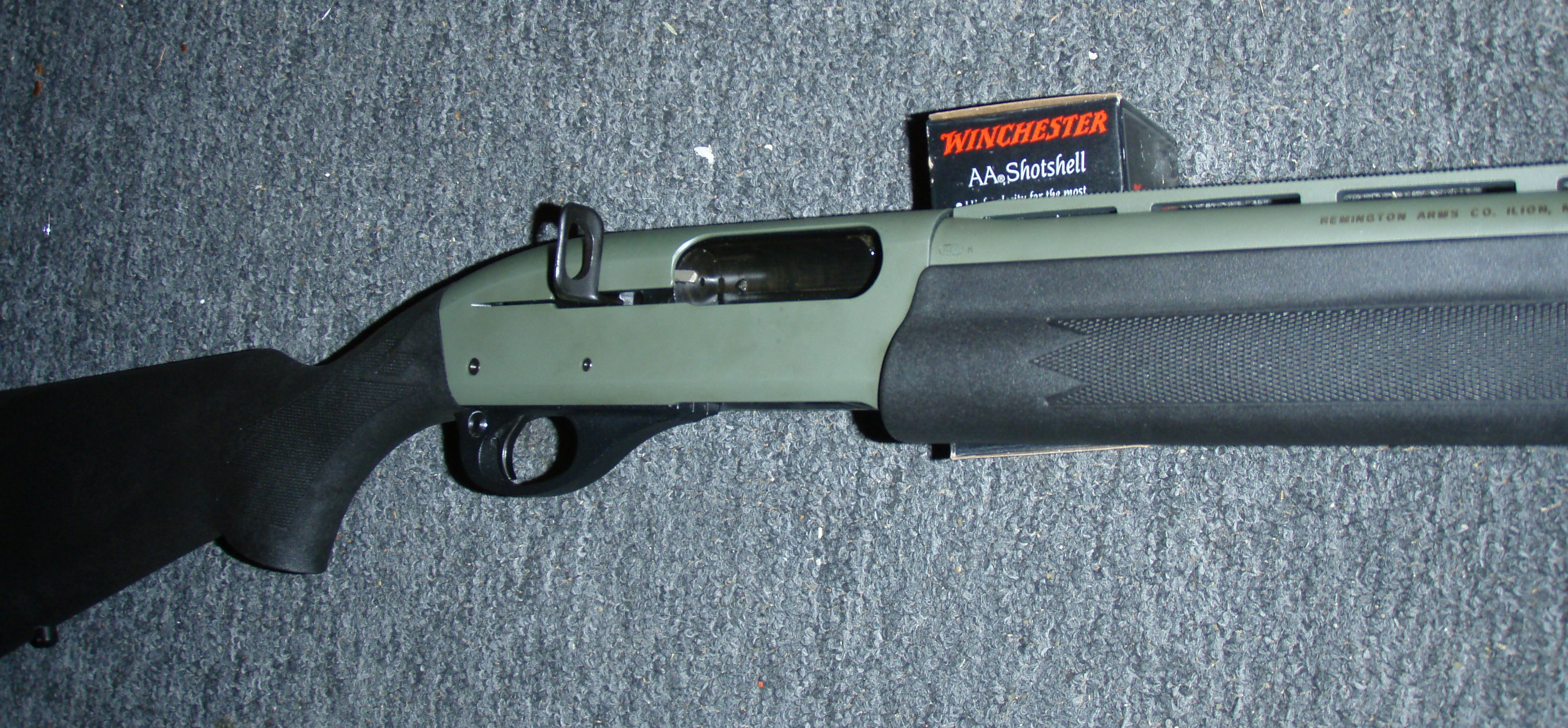
Detalle del cerrojo abierto de una Remington 1100 táctica.

- Brasil: Empleada por la Policía Militar del Estado de Rio de Janeiro.[cita requerida]
- Canadá: Empleada por la Policía Municipal de Edmonton.[cita requerida]
- Estados Unidos: Empleada por algunas agencias policiales.[6]
- Malasia: Fuerza de Operaciones Especiales de Malasia.[7]
- Malta[6]
- México: Empleada por la Fuerza de Infantería de Marina.[cita requerida]
- Nueva Zelanda[6]
- Panamá[6]
- Tailandia[6]